# Miskolci járás
A Miskolci járás Borsod-Abaúj-Zemplén vármegyéhez tartozó járás Magyarországon, amely 2013-ban jött létre. Székhelye Miskolc. Területe 972,80 km², népessége 249 563 fő (ezzel Magyarország legnépesebb járása), népsűrűsége 257 fő/km² volt a 2012. évi adatok szerint. Hét város (Miskolc, Alsózsolca, Emőd, Felsőzsolca, Nyékládháza, Onga és Sajóbábony) és 32 község tartozik hozzá.
A Miskolci járás a járások 1983-as megszüntetése előtt is mindvégig létezett, és székhelye az állandó járási székhelyek kijelölése (1886) óta végig Miskolc volt.
Területe majdnem teljesen egybeesik az 1994 és 2014 között fennállt Miskolci kistérség területével. A korábbi kistérségből Sajószentpéter és Alacska a Kazincbarcikai járáshoz, Muhi a Tiszaújvárosi járáshoz került át. Sóstófalva és Újcsanálos települések a Szerencsi kistérségből kerültek a Miskolci járáshoz.

## Települései
| Település        | Rang (2013. július 15.)                      | Kistérség (2013. január 1.) | Népesség (2012. január 1.) | Terület (km²) |
| ---------------- | -------------------------------------------- | --------------------------- | -------------------------- | ------------- |
| Miskolc          | megyeszékhely megyei jogú város régióközpont | Miskolci                    | 166 823                    | 236,66        |
| Alsózsolca       | város                                        | Miskolci                    | 5 937                      | 26,02         |
| Emőd             | város                                        | Miskolci                    | 4 895                      | 49,37         |
| Felsőzsolca      | város                                        | Miskolci                    | 6 750                      | 16,25         |
| Nyékládháza      | város                                        | Miskolci                    | 5 001                      | 24,67         |
| Onga             | város                                        | Miskolci                    | 4 775                      | 31,49         |
| Sajóbábony       | város                                        | Miskolci                    | 2 782                      | 13,43         |
| Szirmabesenyő    | nagyközség                                   | Miskolci                    | 4 344                      | 15,75         |
| Arnót            | község                                       | Miskolci                    | 2 544                      | 17,54         |
| Berzék           | község                                       | Miskolci                    | 1 145                      | 10,59         |
| Bőcs             | község                                       | Miskolci                    | 2 754                      | 24,32         |
| Bükkaranyos      | község                                       | Miskolci                    | 1 467                      | 26,2          |
| Bükkszentkereszt | község                                       | Miskolci                    | 1 212                      | 26,97         |
| Gesztely         | község                                       | Miskolci                    | 2 798                      | 28,82         |
| Harsány          | község                                       | Miskolci                    | 2 014                      | 36,53         |
| Hernádkak        | község                                       | Miskolci                    | 1 632                      | 10,9          |
| Hernádnémeti     | nagyközség                                   | Miskolci                    | 3 417                      | 28,76         |
| Kisgyőr          | község                                       | Miskolci                    | 1 648                      | 71,13         |
| Kistokaj         | község                                       | Miskolci                    | 2 121                      | 9,76          |
| Kondó            | község                                       | Miskolci                    | 607                        | 19,63         |
| Köröm            | község                                       | Miskolci                    | 1 388                      | 8,34          |
| Mályi            | község                                       | Miskolci                    | 4 111                      | 11,28         |
| Ónod             | község                                       | Miskolci                    | 2 595                      | 17,73         |
| Parasznya        | község                                       | Miskolci                    | 1 166                      | 16,76         |
| Radostyán        | község                                       | Miskolci                    | 591                        | 8,1           |
| Répáshuta        | község                                       | Miskolci                    | 464                        | 16,79         |
| Sajóecseg        | község                                       | Miskolci                    | 1 007                      | 7,94          |
| Sajóhídvég       | község                                       | Miskolci                    | 1 048                      | 13,44         |
| Sajókápolna      | község                                       | Miskolci                    | 404                        | 10,51         |
| Sajókeresztúr    | község                                       | Miskolci                    | 1 505                      | 16,4          |
| Sajólád          | község                                       | Miskolci                    | 3 095                      | 12,68         |
| Sajólászlófalva  | község                                       | Miskolci                    | 419                        | 6,62          |
| Sajópálfala      | község                                       | Miskolci                    | 727                        | 7,11          |
| Sajópetri        | község                                       | Miskolci                    | 1 515                      | 9,28          |
| Sajósenye        | község                                       | Miskolci                    | 446                        | 8,47          |
| Sajóvámos        | község                                       | Miskolci                    | 2 200                      | 31,22         |
| Sóstófalva       | község                                       | Szerencsi                   | 262                        | 7,28          |
| Újcsanálos       | község                                       | Szerencsi                   | 867                        | 12,18         |
| Varbó            | község                                       | Miskolci                    | 1 087                      | 25,88         |

## Szomszédos járások
Zárójelben az a település, amely az adott járással szomszédos.
- Északról: Edelényi járás (Sajóecseg, Sajósenye, Sajóvámos)
- Északkeletről: Szikszói járás (Arnót, Onga, Sajópálfala, Sajóvámos, Sóstófalva)
- Északnyugatról: Kazincbarcikai járás (Kondó, Miskolc, Sajóbábony, Sajóecseg, Sajókápolna, Varbó)
- Keletről: Szerencsi járás (Berzék, Bőcs, Gesztely, Hernádnémeti, Sajóhídvég, Sóstófalva, Újcsanálos)
- Délkeletről: Tiszaújvárosi járás (Emőd, Köröm, Ónod, Nyékládháza, Sajóhídvég)
- Délnyugatról: Mezőkövesdi járás (Emőd, Harsány, Kisgyőr, Répáshuta)
- Délről: Mezőcsáti járás (Emőd)

A Miskolci járás nyugaton a Heves vármegyében található Egri és Bélapátfalvai járásokkal is szomszédos.
A járásban 14 település nem szomszédos más járásban található településsel, csak a Miskolcival: Alsózsolca, Bükkaranyos, Bükkszentkereszt, Felsőzsolca, Hernádkak, Kistokaj, Mályi, Parasznya, Radostyán, Sajókeresztúr, Sajólád, Sajólászlófalva, Sajópetri, Szirmabesenyő.

## Statisztikai adatok
Zárójelben az a két település, ahol az adott adat a legmagasabb vagy legalacsonyabb. Az adatok nagy része 2011-es. Továbbá a végén az elért helyezés a 198 járásból.
- Élveszületés 1000 lakosra: 9,0 fő  (Köröm 35,5 fő, Radostyán 1,7 fő) (68./198)
- Halálozás 1000 lakosra: 12,8 fő  (Sóstófalva 38,8 fő, Kistokaj 5,7 fő) (126./198)
- Természetes szaporodás, ill. fogyás 1000 lakosra:-3,8 fő  (Sóstófalva -27,1 fő, Köröm 27,5 fő) (67./198)
- Személyi jövedelemadó-alapot képező jövedelem egy állandó lakosra: 736 000 Ft  (Kistokaj 1 012 000 Ft, Köröm 190 000 Ft) (75./198)
- Személyi jövedelemadó egy állandó lakosra: 107 000 Ft  (Kistokaj 143 000 Ft, Köröm 17 000 Ft) (63./198)
- A települések átlagos népessége: 6399 fő  (47./198)
- A 120 feletti népsűrűségű településeken lakók aránya: 86,7%  (35./198)
- A nyilvántartott álláskeresők aránya: 11,3%  (Köröm 30,5%, Bükkszentkereszt 6,6%) (73./198)
- Működő kórházi ágy 10 000 lakosra: 15,5 ágy  (9./198)
- Mozilátogatás 1000 lakosra: 1366 látogatás  (12./198)
- Működő vállalkozások száma 1000 lakosra: 62,8 vállalkozás  (Kistokaj 75,1 vállalkozás, Köröm 8,7 vállalkozás (60./198)
- A működő vállalkozásokból a szolgáltatásban tevékenykedők aránya: 82,5%  (Miskolc 85%, Répáshuta 36,4%) (22./198)
- A működő vállalkozásokból a mezőgazdaság, erdőgazdálkodás, halászatban tevékenykedők aránya: 1,4%  (több település 0%-kal, több település 20%-kal) (167./198)
- A működő vállalkozásokból az iparban tevékenykedők aránya: 7,2%  (Sajólászlófalva 25%, több település 0%-kal) (155./198)
- A működő vállalkozásokból az építőiparban tevékenykedők aránya: 9,0%  (Sajósenye 30,8%, több település 0%-kal) (154./198)
- Egyéni vállalkozások aránya a működő vállalkozásokból: 44,5%  (Több település 75%-kal, Sóstófalva 25%) (163./198)
- Távbeszélő-fővonal ezer lakosra: 326,7 fővonal  (7./198)